# Ferme de la Faisanderie
Pour les articles homonymes, voir Faisanderie.
La Ferme de la Faisanderie est un ancien établissement agricole, qui était situé à l'est du bois de Vincennes à Paris.

## Historique

### La Ferme impériale de Vincennes

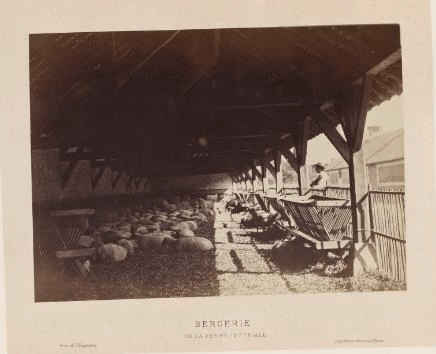
La bergerie de la ferme impériale

L’impératrice Eugénie de Montijo fait construire la ferme de la Faisanderie dans le bois de Vincennes, sur le territoire de la commune de Joinville-le-Pont en 1855. Le domaine, d’une superficie de vingt-deux hectares et est contigu à la Redoute de la Faisanderie. La ferme impériale comprenait deux grands corps de bâtiments, des hangars, une étable, les écuries et la maison des gardes, un pavillon à un étage réservé à l'Impératrice.
À la fin du Second Empire, le domaine devient propriété de la Ville de Paris. Il est transformé en 1858 en ferme impériale, comme huit autres établissements, par exemple en Gascogne, en Champagne, en Sologne ou en Limousin. Les bâtiments d’exploitation sont agrandis et la ferme accueille en 1859 cent vaches suisses et normandes, un troupeau de deux cents moutons Southdown et sept juments percheronnes.
Les troupeaux servent notamment à l’élevage de reproducteurs, vendus aux agriculteurs. À côté de l’exploitation agricole, un champ spécial d'expérimentation est constitué et placé sous la direction de Georges Ville, professeur au Muséum national d'histoire naturelle de Paris,.
La ferme impériale était ouverte aux visiteurs, qui pouvaient notamment déguster du lait pur, ce qui constituait une rareté pour les Parisiens. La surface exploitée couvrait 200 hectares, répartis sur Joinville-le-Pont, Nogent-sur-Marne, Fontenay-sous-Bois et Vincennes.

### La Ferme de l’École nationale vétérinaire d'Alfort

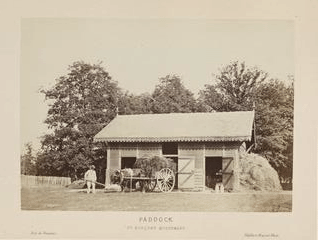
Paddock de la ferme impériale

La guerre franco-allemande de 1870 avait vu la réquisition de la ferme impériale par l’armée. Son exploitation est rétrocédée à la Ville de Paris en août 1872. Elle le concède en avril 1873 à l’École nationale vétérinaire d'Alfort. En septembre 1877, un bail est signé pour une durée de dix-huit ans, avec l’Institut national agronomique, alors situé à Versailles ; il retrouve la surface initiale de 24 hectares sur le territoire des communes de Joinville-le-Pont, et Saint-Maurice, portée ensuite à 46 hectares. L'École d’Alfort conserverait la jouissance des bâtiments qu'elle utilisait précédemment, aussi bien que des terrés, à l'exception d'un hectare environ réservé à l'Institut. L'Institut agronomique prit possession des locaux jusqu'alors inutilisés : grande vacherie, porcherie, hangar, pour y installer des laboratoires ou des annexes et les terres situées au voisinage immédiat des bâtiments furent transformées en jardins d'essais. Le domaine devint un laboratoire consacré à l'agriculture.
Le troupeau de la ferme de la Faisanderie est mis à la disposition de Louis Pasteurqui y conduit des études pour déterminer le temps pendant lequel les animaux restaient vaccinés. Pasteur utilise une vacherie à double rang, pouvant contenir vingt-quatre vaches pour des expériences, concernant le charbon ou des recherches sur la péripneumonie.
Le bail octroyé arrivé à l’Institut agronomique et à l'École vétérinaire, qui arrivait à expiration en décembre 1894, est reconduit jusque décembre 1901. Il est alors dénoncé par le ministre de l'agriculture en 21 juin 1901 et les locaux sont remis à la ville de Paris en janvier 1902.

### La Ferme de la Faisanderie
En 1903, la Ville mit la Faisanderie en adjudication sur enchères, et Joseph Forge devint le titulaire du bail . La ferme est de nouveau concédée en 1919, à François Bandy, comte de Nalèche. Officier supérieur de cavalerie, chevalier de la Légion d'honneur, il est le fils de Louis Bandy de Nalèche, homme de lettres et député, et le frère d’Étienne Bandy de Nalèche, directeur du Journal des débats.
Les écuries de la Faisanderie comptaient des chevaux de course, notamment une cinquantaine de trotteurs qui profitent de la proximité l’hippodrome de Vincennes, situé sur le plateau de Gravelle, également dans le Bois de Vincennes. En octobre 1934 survint un incendie où douze chevaux périrent carbonisés.
La ferme fait partie du territoire annexé à Paris par décret du 18 avril 1929 et alors inclus dans le 12e arrondissement.
À la suite d'une décision prise en juillet 1930, l'École municipale et départementale d'horticulture et d'arboriculture est transférée en 1936 à la ferme de la Faisanderie tandis que son terrain, également dans le Bois de Vincennes est affecté à l'École coloniale. Elle sera renommée École Du Breuil.

## Dirigeants

### Régisseurs de la Ferme impériale de Vincennes
- Lesénéchal, régisseur de la ferme de la Ménagerie de l’Institut agronomique de Versailles, est le premier régisseur de la ferme de la Faisanderie en 1859[11] ;
- Nanquette est régisseur en 1862[12] et en 1865[13] ;
- Houdbine est régisseur en 1867[14] et en 1869[15].

### Chefs de cultures puis régisseurs de la Ferme de l’École nationale vétérinaire d'Alfort
- Paul-Juste Manoury est chef du service des cultures de 1874 à 1875[4] ;
- Charles Viet (1848-1911) est chef du service des cultures puis régisseur de 1875 à 1883[4]. Il est ensuite régisseur de l'École d'Alfort. Inspecteur général honoraire au ministère de l'Agriculture, il est chevalier de la Légion d'honneur[16] ;
- François Groux est régisseur de 1883 à 1884[4] ;
- Prudent Lachouille (1837-1921) est régisseur de 1884 à 1901[4]. Il est maire de Belan-sur-Ource de 1914 à 1919 et officier du Mérite agricole [17].

### Régisseurs puis directeurs de la Ferme de la Faisanderie
- Gibouin est régisseur en 1904[1] ;
- Louis Caillon (1881-1969) est directeur de 1907 à 1935[1]. Il est conseiller municipal puis adjoint au maire de Joinville-le-Pont (1925-1944)[18].

## Sources
- Georges Bousquié, « Histoire de Joinville-le-Pont (XXII) : L’Impératrice Eugénie à la Faisanderie », in Le Vieux Saint-Maur, no 38, 1958 ;
- Émile de La Bédollière et Ildefonse Rousset, Le Bois de Vincennes, Paris, Librairie internationale, 1866 ;
- Léo de Bernard, « La Ferme impériale de Vincennes », in Le Monde illustré 1866/04/07 ;
- Alcide Railliet, Histoire de l'École d'Alfort, Paris, Asselin et Houzeau, 1908.